# 2006년 아시안 게임 카타르 선수단
2006년 아시안 게임 카타르 선수단은 카타르 도하에서 열린 2006년 아시안 게임에 참가한 카타르 선수단이다.

## 참조
1. ↑  “총 메달 순위 - 2006년 도하 아시안 게임”. 2010년 11월 21일에 원본 문서에서 보존된 문서. 2018년 12월 4일에 확인함.